# Wang Hao (tenista de mesa)
Wang Hao es un exjugador de tenis de mesa nacido en Changchun, China. En abril de 2011 fue el número uno del mundo en el ranking de la ITTF. Fue medallista de oro en la modalidad de equipos y medallista de plata en individuales en los Juegos Olímpicos de Pekín 2008.
Wang Hao juega el estilo lapicero moderno, es decir, con una goma en el revés de su raqueta la cual permite a los jugadores lapiceros desarrollar un juego de defensa y ataque con el derecho y el revés. Su estilo de juego es de gran dinamismo, mostrando gran capacidad atlética y versatilidad de tiros utilizando su muñeca privilegiada la cual el permite imprimir gran cantidad de efecto a la pelota y ángulos de tiro complicados para sus rivales.

## Equipamiento
- Wang Hao utiliza una madera DHS Hurricane Hao, una goma DHS TG Skyline 3 en el derecho y una esponja Butterfly Bryce con caucho de la goma Butterfly Sriver en el revés.

## Palmarés (individuales)[1]

### Juegos Olímpicos
- Medalla de plata (Atenas 2004, Pekín 2008, Londres 2012)

### Campeonato del mundo
- Campeón (2009)
- Finalista (2011)(2013)
- Semifinalista (2007)

### Copa del mundo
- Campeón (2007 y 2008)
- Finalista (2005 y 2006)
- Tercer puesto (2004)

### Pro-Tour Grand Finals
- Campeón (2003 y 2006)
- Finalista (2007 y 2008)
- Semifinalista (2002 y 2004)

### Torneo de campeones
- Campeón (2007 y 2008)

### ITTF Pro-Tour
Campeón:
- 2008: Changchun ( China)
- 2007: Estocolmo ( Suecia), Shenzhen ( China), Chiba ( Japón), Velenje ( Eslovaquia)
- 2006: Velenje ( Eslovaquia)
- 2004: Athens ( Grecia)
- 2003: Croatia ( Croacia)
- 2002: Eindhoven ( Países Bajos), Cairo ( Egipto)

### Juegos Asiáticos
- Campeón (2006)
- Finalista (2010)

### Copa de Asia
- Campeón (2005 y 2006)

### Asian Championship ATTU
- Campeón (2003 y 2007)